# Драм-машина

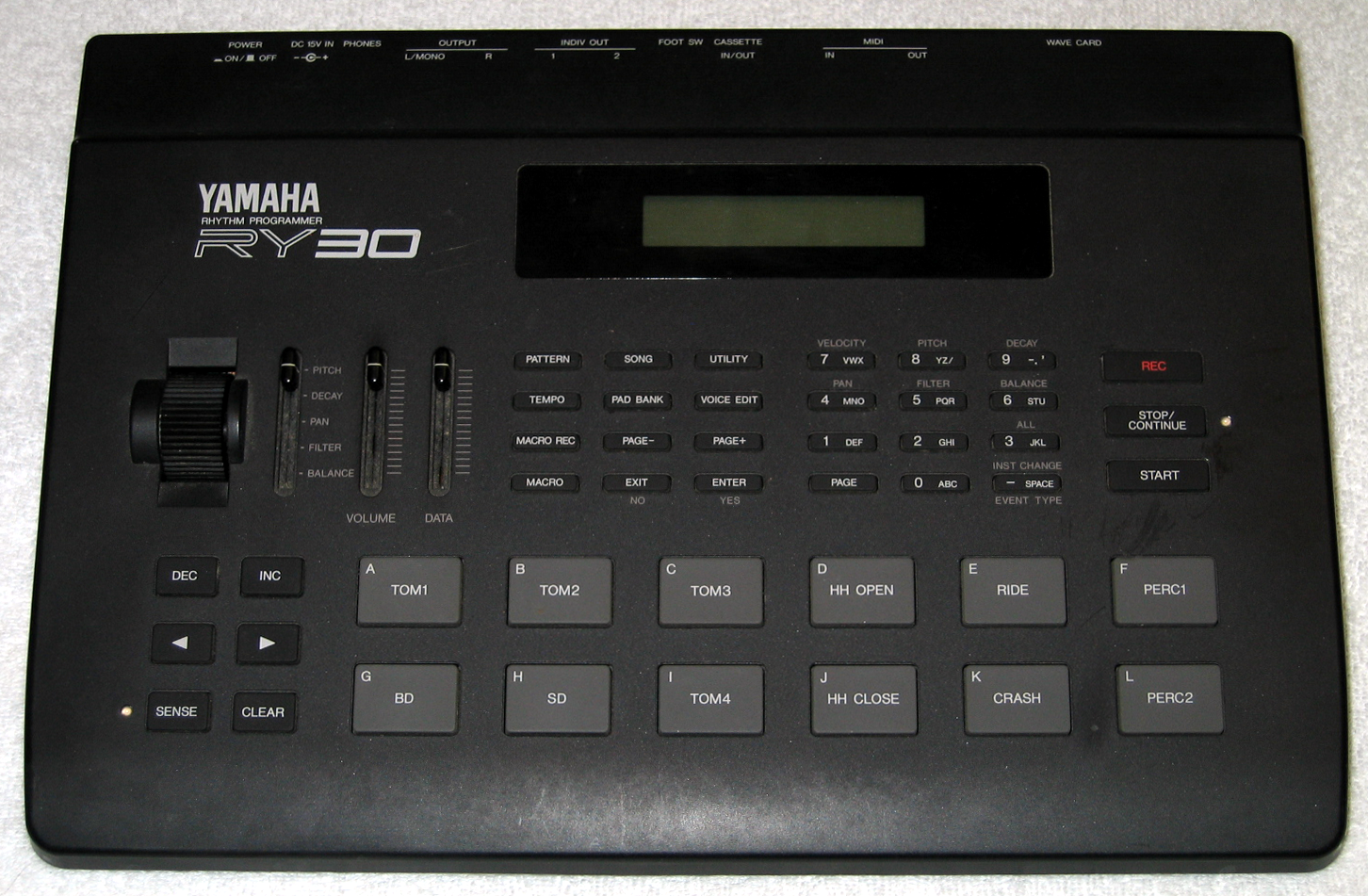
Драм-машина Yamaha RY30

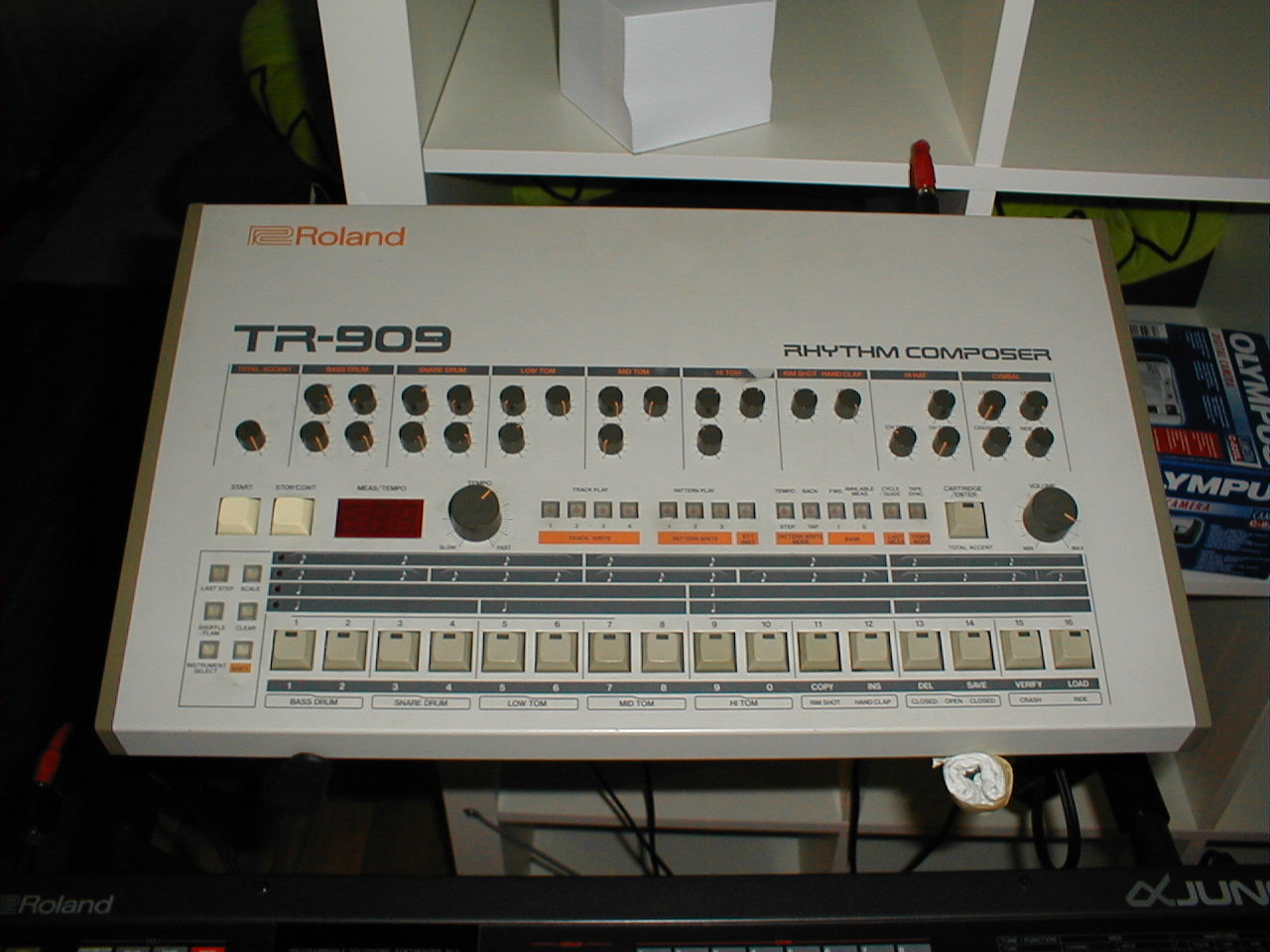
Драм-машина Roland Tr-909

Драм-машина (англ. Drum machine) — електронний прилад, заснований на принципі покрокового програмування для створення й редагування повторюваних музичних перкусивних фрагментів («лупів», англ. loops). Класичними драмами-машинами вважаються Roland TR-808 і TR-909.

## Історичний нарис
Перші драм-машини називалися ритм-машинами (англ. rhythm machine), оскільки відтворювали вони раз і назавжди запрограмовані ритми, такі як рок, танго, мамбо тощо. Близько 1980 року на ринку з'явилися програмні драм-машини, що дозволяли музикантові запрограмувати будь-який ритм. Одним із ранніх популярних драм-машин став інструмент Roland TR-808, і його характерне звучання стали невід'ємним атрибутом рок-музики.
Ранні інструменти, наприклад серії TR (від англ. transistor rhythm), використовували техніку синхронізації відому як DIN-synch або synch-24. Деякі інструменти включали вихід CV/Gate, що дозволяли синхронізувати драм-машину з іншими синтезаторами.
В 1990-х роках популярність драм-машин спадала; частково її змінили семплери, програмні секвенцери з віртуальними драм-машинами, а також клавішні робочі станції з вбудованими драм-машинами. Семпли із звучаннями старих драм-машин (напр. TR-808) можна завантажити з інтернет-архівів. Проте драм-машини і до сьогодні продукуються такими фірмами як, Roland Corporation (марковані позначкою Boss), Zoom чи Alesis.

## Функціонування
Зазвичай, драм-машина програмується згідно з музичним тактом, поділеним на 16 долей (шістнадцятками у розмірі 4/4), містить звуки кількох інструментів, дозволяє акцентувати певні звуки і т. д. Шляхом з'єднання по-різному запрограмованих тактів можна запрограмувати трек ударних на цілий твір. Інструменти містить панель управління з такими кнопками як «старт», «стоп», «темп», клавіші для підключення інструментів, регулятор їх гучності. Звичайно є можливість запрограмувати кількадесят різних моделей і кілька музичних творів. Більшістю драм-машин можна управляти ззовні через інтерфейс MIDI.
Стандарт General MIDI передбачає використання 16 MIDI-каналу для ударних інструментів. Відповідність звуків певних ударних інструментів їх нумерації в стандарті MIDI дозволяє зберегти звучання основних інструментів при застосуванні драм-машин і синтезаторів різних моделей.